# Kirby Walker
Irving Kirby Walker (* um 1910 in New York City; † nach 1949) war ein US-amerikanischer Rhythm-&-Blues- und Jazzmusiker (Gesang, Piano) und Songwriter der Swingära.

## Leben und Wirken
Walker, der aus Harlem stammte, war 1935 in New York Sänger bei Freddy Jenkins and His Harlem Seven, mit dem erste Aufnahmen entstanden („Old Fashioned Love“/„I Can't Dance“, Bluebird Records). In den späten 1930er-Jahren arbeitete er bei Jack Jenney („If I Knew Susie“). 1946 nahm Walker, begleitet von George Treadwell, Tony Scott, Budd Johnson, Leonard Feather, Jimmy Shirley, Al McKibbon und J. C. Heard, mehrere Nummern für das Plattenlabel DeLuxe auf, wie „When my Love Comes Tumblin’ Down“ und „Just Another Woman“. 1947 entstanden Rundfunkmitschnitte („Oh! I’m Evil!“); 1949 nahm er die Nummer und drei weitere Titel mit Dick Vance, Benny Morton, Hilton Jefferson, Sam „The Man“ Taylor, Al Hall und Sidney Catlett für Columbia auf. Im Bereich des Jazz war er zwischen 1935 und 1949 an sechs Aufnahmesessions beteiligt. Walker trat in dieser Zeit in Jazzclubs wie Jerry's Lounge auf, im Plantation Club mit der Sängerin Sally Gooding. Außerdem schrieb er mit Joe Turner mehrere Titel wie „The Shout“ und „High Brow Blues“.